# پت ولش (هنرپیشه)
پت ولش (انگلیسی: Pat Welsh؛ ۱۱ فوریهٔ ۱۹۱۵ – ۲۶ ژانویهٔ ۱۹۹۵) یک هنرپیشه اهل ایالات متحده آمریکا بود.
- پل واترلو (فیلم ۱۹۴۰) (۱۹۴۰)
- ای.تی. موجود فرازمینی (۱۹۸۲)
- بازگشت جدای (۱۹۸۳) صداپیشه